# Djamel Haimoudi
Djamel Haimoudi (arabisch جمال حيمودي, DMG Ǧamāl Ḥaimūdī; * 10. Dezember 1970 in Oran) ist ein ehemaliger algerischer Fußballschiedsrichter. Er war zwischen 2004 und 2014 internationaler Schiedsrichter der FIFA.

## Karriere
Haimoudi war Schiedsrichter bei der U-20-WM 2011 und den Afrika-Cups 2008, 2012 und 2013. Außerdem hat er einige Spiele der CAF Champions League sowie Qualifikationsspiele zu Weltmeisterschaften geleitet. 2012 wurde er von der CAF als Afrikas Schiedsrichter des Jahres ausgezeichnet. Zwei Monate später wurde er als Schiedsrichter des Finales zwischen Nigeria und Burkina Faso bei der Afrikameisterschaft 2013 angesetzt.
Er nahm an der Klub-Weltmeisterschaft 2012 sowie dem Konföderationen-Pokal 2013 (u. a. Spiel um Platz 3) teil und wurde für die Fußball-Weltmeisterschaft 2014 ausgewählt.
Nachdem er bei der Weltmeisterschaft zwei Gruppenspiele, ein Achtelfinale und das Spiel um Platz 3 leitete, beendete Haimoudi seine aktive Schiedsrichterkarriere, was er bereits im Januar 2014 angekündigt hatte.

### Einsätze bei der Fußball-Weltmeisterschaft 2014
| Phase            | Datum         | Spielort          | Heimmannschaft | Gastmannschaft     | Ergebnis        |
| ---------------- | ------------- | ----------------- | -------------- | ------------------ | --------------- |
| Gruppenphase     | 18. Juni 2014 | Porto Alegre      | Australien     | Niederlande        | 2:3 (1:1)       |
| Gruppenphase     | 24. Juni 2014 | Belo Horizonte    | Costa Rica     | England            | 0:0             |
| Achtelfinale     | 1. Juli 2014  | Salvador da Bahia | Belgien        | Vereinigte Staaten | 2:1 n. V. (0:0) |
| Spiel um Platz 3 | 12. Juli 2014 | Brasília          | Brasilien      | Niederlande        | 0:3 (0:2)       |